# Вишнивецкая, Екатерина Тимофеевна
Екатерина Тимофеевна Вишнивецкая (17 апреля 1992) — российская футболистка, вратарь.

## Биография
В 2008 году выступала в высшей лиге России за клуб «Энергия» (Воронеж), выходила на поле в пяти матчах, из них только в одном — в последнем туре против «Надежды» (0:3) играла на позиции вратаря. Её команда была безнадёжным аутсайдером и проиграла все свои матчи.
Также в 2008 году в составе сборной Черноземья принимала участие в первенстве России среди девушек. В 2013—2014 годах играла в студенческих соревнованиях за ВГИФК (Воронеж), в 2013 году стала серебряным призёром первенства России среди студентов и была признана лучшим вратарём соревнований.
По состоянию на 2016 год выступала за клуб «Дельта» (Астрахань), игравший во втором дивизионе.